# André Toral
André Amaral de Toral (São Paulo, 1958) é um historiador, antropólogo, quadrinista e ilustrador brasileiro.
Mestre em Antropologia Social pelo Museu Nacional da Universidade Federal do Rio de Janeiro e doutor em História pela USP, atualmente é professor de Estética e Análise da Imagem na Fundação Armando Álvares Penteado, em São Paulo. Além disso, tem publicado pesquisas nas áreas de história da arte e antropologia. Ocupou cargos de confiança na Funai e prestou consultoria para o Ministério Público do Brasil sobre questões indígenas.

## O historiador e o quadrinista
Começou a trabalhar em histórias em quadrinhos em 1986. Naquele ano, escreveu a história Pesadelos Paraguaios, publicada na revista Animal. Nos anos seguintes, publicou histórias nas revistas Chiclete com Banana, Lúcifer, General e Cyber Comix. Em seus trabalhos, a formação acadêmica é uma influência marcante nos temas, que giram em torno da formação histórica do Brasil, com ênfase na Guerra do Paraguai e no contato do homem branco com os indígenas:
"Tudo o que eu faço é baseado em História, e no entanto, é tudo mentira! Agora, o historiador e o romancista muitas vezes fundem seu ofício, porque o romancista assim como o historiador tem os mesmos desafios, quais são? Fazer com que a história se torne algo atraente"
Sua primeira graphic novel saiu em 1992. O Negócio do Sertão valeu ao autor um Troféu HQ Mix de melhor roteirista nacional. Repetiu a premiação em 1999 e 2000. O segundo álbum, Adeus, Chamigo Brasileiro - Uma História da Guerra do Paraguai, foi publicado pela Companhia das Letras em 2000.
Além dos álbuns, continuou criando histórias curtas para a revista Brasileiros.

## Principais obras

### Acadêmicas
- Sociedade e Cosmologia Karajá -Dissertação de mestrado (Museu Nacional da UFRJ, 1992)[4])
- Imagens em Desordem - a iconografia da Guerra do Paraguai (Humanitas FFLCH/ USP, 2001)
- Arte e Sociedade no Brasil (Editora Callis, 2005, 3 volumes, com Aracy A. Amaral
- A participação dos negros escravos na guerra do Paraguai (Estudos Avançados. vol.9 no.24, São Paulo, 1995[5]

### Quadrinhos
- Holandeses (Veneta, 2017)
- Curtas e Escabrosas (Devir, 2011)
- Os Brasileiros (Conrad, 2009)
- Adeus, Chamigo Brasileiro. Uma História da Guerra do Paraguai (Companhia das Letras, 1999)
- Furukawa, o Herói (Seleções Banda Desenhada, Lisboa, 2000)
- O Negócio do Sertão. Como Descolar uma Grana no Século XVII (Dealer, 1992)